# Prîiut, Mahdalînivka
Prîiut (în ucraineană Приют) este localitatea de reședință a comunei Prîiut din raionul Mahdalînivka, regiunea Dnipropetrovsk, Ucraina.

## Demografie
Componența lingvistică a localității Prîiut
     Ucraineană (92,74%)
     Rusă (6,12%)
Conform recensământului din 2001, majoritatea populației localității Prîiut era vorbitoare de ucraineană (92,74%), existând în minoritate și vorbitori de rusă (6,12%).